# Паралимпийская стрельба из лука

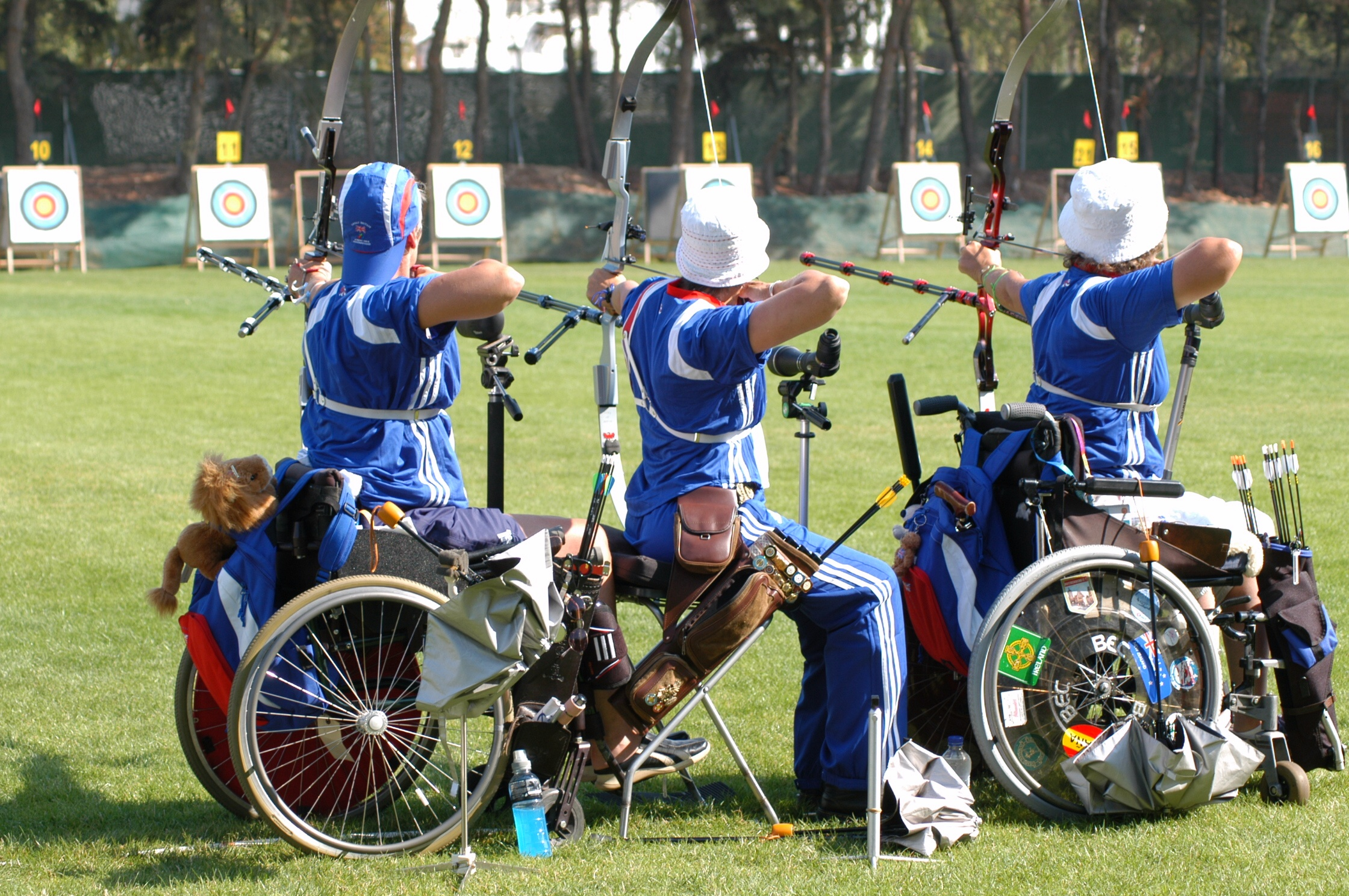
Паралимпийцы на летних Паралимпийских играх 2004 года

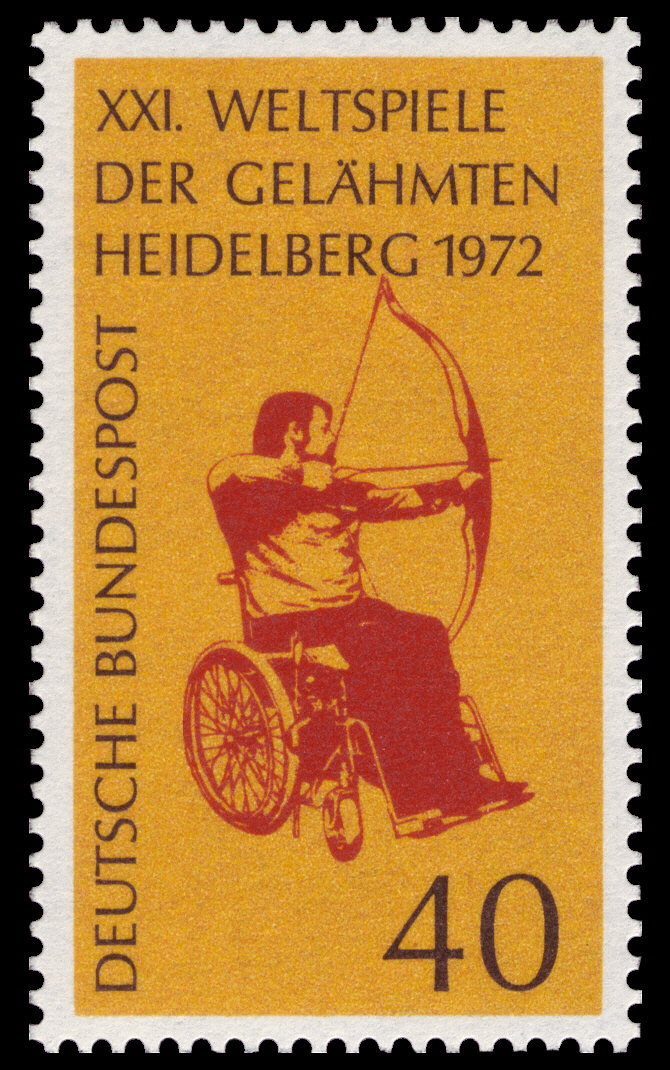
Почтовая марка ФРГ 1972 года, посвящённая стрельбе из лука на Паралимпиаде 1972

Паралимпийская стрельба из лука является стрельбой из лука для людей с инвалидностью.
Этот вид спорта имеет три различные классификации и в настоящее время им занимаются спортсмены из 54 стран. По паралимпийской стрельбе из лука проводятся индивидуальные и командные соревнования как в инвалидной коляске, так и стоя. Спортсмены стреляют с расстояния в мишень, в которой отмечено 10 очковых зон.

## История
Немецкий врач Людвиг Гуттман в 1945 году меняет методику реабилитации людей с травмами позвоночника. Пациентам больницы в деревне Сток-Мандевилл он для восстановления двигательной активности назначает разные спортивные дисциплины, стрельба из лука была одним из них.
В 1948 году Гуттман проводит первые Сток-Мандевильские игры. В стрельбе из лука участвуют бывшие военнослужащие мужчины и женщины. 
Стрельба из лука была включена в программу первых Паралимпийских игр в Риме в 1960 году.
На Паралимпийских играх 2012 года в Лондоне в этом виде спорта за 9 комплектов медалей соревновались 140 спортсменов.